# كيس سحاب

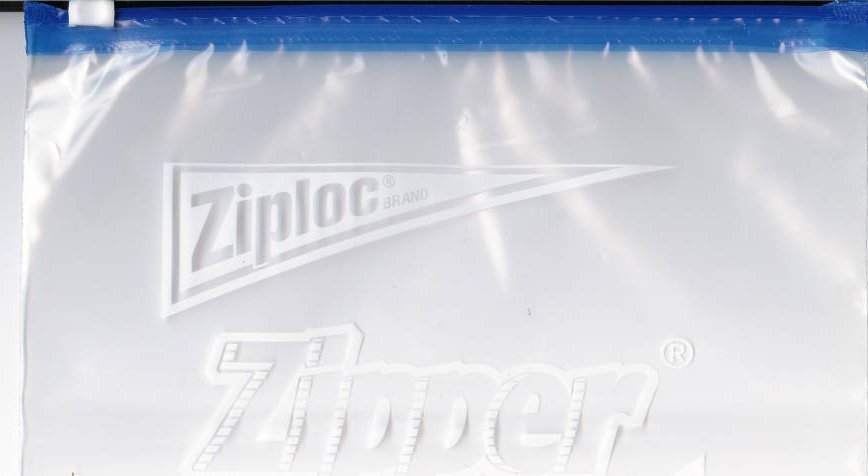

كيس السحاب هي كيس تخزين متعدد الأشكل، مرن وغير مكلف، وعادة ما يكون شفاف بشكل أساسي، مصنوع من مادة البولي إيثيلين أو شبيه البلاستيك، والتي يمكن إغلاقها وفتحها عدة مرات بواسطة سحاب يعمل بطريقة مشابهة لمقبض الصندوق البريدي. مصنوعة بأحجام كثيرة: حجم صغير نموذجي هو 1.5 × 2.5 بوصة (3.8 سم × 6.4 سم)، والحجم الكبير النموذجي هو 9 × 12 بوصة (23 سم × 30 سم). سمك المادة (القياس) يختلف: حقائب صغيرة عادة ما تكون 40 إلى 45 ميكرومتر.
العديد من هذه الحقائب المصنفة للطعام، يمكن استخدامها لأنواع الطعام الشطائر ولحفظ الطعام بالبراد. بعض الأشياء الصغيرة والمتعددة من أجل تسويقها غالبا ما تكون معبأة في حقائب سحابي صغيرة لمزيد من الراحة وتعطي مجالا للرؤية أفضل.
تتوفر عدة أنواع من خصائص تلك الحقائب البلاستيكية القابلة للإغلاق. في بعض الأحيان، توصف أنواع أخرى من الحقائب، مثل حقيبة القماش المخصصة لمستلزمات الاستحمام المزودة بسحاب تقليدي، بأنها حقائب سحابي.
إحدى الحقائب تم اكتشافها بواسطه روبرت و.فيرجوبي في الثامن عشر من مايو سنه 1954. (يرجي الاقتباس) في نفس العام قامت مينجريب بترخيصهم كحقائب لأقلام الرصاص. لم تتحقق الوظيفة الأكثر شهرة في حقائب السحابي للتخزين حتى عام 1957، عندما أكتشف طالب في الصف الخامس يدعى روبرت ليجوني أنه يمكن أيضًا استخدام الحقيبة بأمان تام كوسيلة لتخزين الطعام. بعد مضي 11 عاما، وفي عام 1968، قامت شركة دوو للكيماويات بتسويقها تحت اسم زيبلوك. تمت إضافة عروق معدنية بمجرى عريض في عام 1982، وسحابات بالنقر في عام 1993 واللون في عام 1997.